# Spergularia fasciculata
Spergularia fasciculata là loài thực vật có hoa thuộc họ Cẩm chướng. Loài này được Phil. miêu tả khoa học đầu tiên năm 1891.